# Sandsuger
Sandsugere er specialskibe og hører til blandt uddybningsfartøjerne.

## Anvendelse
En sandsuger anvendes som regel til maritime entreprenør opgaver. Skibet suger sand fra et område på havbunden, hvor der er sand af en kvalitet, der kan anvendes til formålet. Derefter sejler skibet til byggeområdet og losser sandet enten ud over havbunden eller på land. Losses der på land, vil sandet blive transporteret videre af lastbiler eller gravemaskiner. Losses der ud over havbunden vil sandet blive fordelt jævnt ud over et område, hvor der ofte senere skal bygges. Sandsugere kan f.eks. anvendes ifm. byggeri af nye kajanlæg i en havn eller anlæggelse af kunstige øer ved bygning af en bro.

## Indretning
Sandsugeren har et stort lastrum midt i skibet. på siden af skibet hænger et sugerør, der kan fastgøres i højde med dækket under sejlads, og som kan sænkes ned på havbunden under sugning. Sugerøret er forbundet til et rørsystem med en pumpe der suger vand og sand fra havbunden og sprøjter det ned i lasten, hvor sandet bundfælder, mens vandet skyller ud over siden.